# Bento Ribeiro
Bento Manuel Ribeiro Carneiro Monteiro (Jaguarão, 20 de setembro de 1856 — Rio de Janeiro, 28 de agosto de 1921) foi um militar e político brasileiro.
Ele era neto do herói militar Bento Manuel Ribeiro, que combateu na Guerra da Cisplatina e na Guerra dos Farrapos.
Bento foi prefeito do então Distrito Federal entre 16 de novembro de 1910 e 16 de novembro de 1914, durante o governo do Marechal Hermes da Fonseca.
Ao tomar posse na prefeitura, implantou um programa rigoroso de contenção de despesas, na tentativa de estabilizar as finanças municipais.  Deu porém grande contribuição à cultura, concedendo à Biblioteca Municipal autonomia administrativa. Com a transferência da Escola Normal
para um novo edifício construído no Estácio, sua antiga sede foi restaurada para que a Biblioteca Municipal fosse ali instalada, podendo voltar-se para as suas finalidades e organizar seus serviços e livros.
Sensível à má remuneração do funcionalismo municipal, Bento Ribeiro defendeu junto ao Legislativo o aumento dos vencimentos dos funcionários. Também reduziu a jornada de trabalho dos empregados no comércio, sendo um dos primeiros políticos brasileiros a tratar de questões referentes às condições de trabalho.
Tentou concretizar um projeto não realizado de Pereira Passos, a criação de um Parque Zoológico, mas não dispunha de terreno apropriado. O parque da Quinta da Boa Vista, após ter sido remodelado e incorporado ao patrimônio da prefeitura, foi cotado para abrigar o Zoológico. Entretanto, tal projeto somente seria realizado anos mais tarde, na gestão do prefeito Henrique Dodsworth (1937-1945).
Deu continuidade às obras de viação iniciadas na administração anterior, bem como à conservação e melhoramento de alguns logradouros públicos, com a pavimentação de ruas, conservação de estradas e caminhos, construção de muralhas de sustentação, obras contra inundações, canalizações de rios, construção de galerias de águas pluviais, bueiros e pontes.
Em 1914, urbanizou a área do Forte de Copacabana, no promontório em que se situava a Igrejinha de Copacabana, posteriormente demolida. Autorizou a Companhia Jardim Botânico a prolongar as linhas de bondes de Ipanema até o Leblon.
O bairro de Bento Ribeiro, na cidade do Rio de Janeiro, recebeu esse nome em sua homenagem.
Retornando ao Exército, foi Chefe do Estado-Maior, entre 19 de fevereiro de 1915 e 30 de abril de 1921.